# Anti
Anti е осмият студиен албум на барбадоската певица Риана. Издаден е на 28 януари 2016 г.

## Списък с песни

### Оригинален траклист
1. Consideration (със Сиза) – 2:41
2. James Joint – 1:12
3. Kiss It Better – 4:13
4. Work (с Дрейк) – 3:39
5. Desperado – 3:06
6. Woo – 3:55
7. Needed Me – 3:11
8. Yeah, I Said It – 2:13
9. Same Ol' Mistakes – 3:22
10. Love on the Brain – 3:44
11. Higher – 2:00
12. Close to You – 3:43

### Делукс издание[1]
1. Goodnight Gotham – 1:28
2. Pose – 2:24
3. Sex with Me – 3:26